# Eric Moreland
Eric Moreland (Houston, 24 dicembre 1991) è un cestista statunitense.

## Carriera

### High school e college
Dopo aver frequentato la Hightower High School di Houston, tra il 2009 ed il 2010 ha giocato per un anno alla Ocean Academy di Bayville, tenendo medie i 15,5 punti e 2,6 stoppate a partita. Dopo aver ottenuto una borsa di studio da UTEP ed aver lasciato la squadra prima ancora di essere sceso in campo a causa del licenziamento dell'allenatore, passa alla Oregon State University, nella cui squadra gioca dal 2010 al 2014. Nel suo primo anno essendosi aggiunto alla squadra a stagione in corso ha giocato solamente 4 partite, per complessivi 12 minuti in campo. A partire dal secondo anno è stato invece schierato con regolarità, tenendo medie di 5,2 punti, 6,8 rimbalzi e 1,9 stoppate a partita in 20,5 minuti di media a partita. Questi numeri migliorano poi di anno in anno, e nella sua ultima stagione ad Oregon State Moreland tiene medie di 8,9 punti, 10,3 rimbalzi e 2,0 stoppate in 29,4 minuti di media a partita.
Con le sue 184 stoppate è il giocatore con il numero più alto di stoppate effettuate nella storia dell'ateneo, oltre che il quinto miglior rimbalzista di sempre.

### Professionista
Si dichiara eleggibile per il Draft NBA 2014 senza però venire scelto da nessuna franchigia NBA. Si aggrega poi ai Sacramento Kings per giocare la Summer League di Las Vegas (che la squadra vince), ed in seguito alle buone prestazioni fornite in questo torneo (nel quale è risultato essere il miglior stoppatore pur giocando solo 19,4 minuti di media a partita) firma un contratto con la squadra californiana. Successivamente dopo l'inizio della stagione NBA prima ancora di aver fatto il suo esordio in questo campionato viene assegnato ai Reno Bighorns, squadra NBDL affiliata ai Kings. Dopo aver giocato con i Kings anche la Summer League del 2015, il 31 luglio dello stesso anno viene tagliato, restando così free agent. Successivamente firma un nuovo contratto con i Kings, con cui trascorre l'intera stagione 2015-16, nel corso della quale gioca altre 8 partite in NBA e 5 partite in NBDL ai Reno Bighorns.

## Statistiche

### College
| Anno      | Squadra            | PG | PT | MP   | TC%  | 3P%  | TL%  | RP   | AP  | PRP | SP  | PP  |
| --------- | ------------------ | -- | -- | ---- | ---- | ---- | ---- | ---- | --- | --- | --- | --- |
| 2010-2011 | Oregon St. Beavers | 4  | 0  | 3,0  | 33,3 | -    | 0,0  | 1,3  | 0,3 | 0,5 | 0,8 | 0,5 |
| 2011-2012 | Oregon St. Beavers | 36 | 17 | 20,5 | 51,2 | 33,3 | 49,5 | 6,8  | 1,1 | 0,8 | 1,9 | 5,2 |
| 2012-2013 | Oregon St. Beavers | 29 | 22 | 30,7 | 57,4 | 31,6 | 56,6 | 10,6 | 1,6 | 0,9 | 2,5 | 9,4 |
| 2013-2014 | Oregon St. Beavers | 20 | 19 | 29,4 | 50,8 | 50,0 | 55,6 | 10,3 | 1,4 | 0,7 | 2,0 | 8,9 |
| Carriera  | Carriera           | 89 | 58 | 25,0 | 53,5 | 33,3 | 53,1 | 8,6  | 1,3 | 0,8 | 2,1 | 7,2 |

### NBA

#### Regular Season
| Anno       | Squadra          | PG | PT | MP   | TC%  | 3P% | TL%  | RP  | AP  | PRP | SP  | PP  |
| ---------- | ---------------- | -- | -- | ---- | ---- | --- | ---- | --- | --- | --- | --- | --- |
| 2014-2015  | Sacramento Kings | 3  | 0  | 0,7  | 100  | -   | -    | 0,3 | 0,0 | 0,0 | 0,0 | 0,7 |
| 2015-2016  | Sacramento Kings | 8  | 0  | 6,0  | 50,0 | -   | 50,0 | 1,4 | 0,1 | 0,0 | 0,5 | 1,0 |
| 2017-2018  | Detroit Pistons  | 67 | 3  | 12,0 | 54,1 | -   | 37,9 | 4,1 | 1,2 | 0,5 | 0,8 | 2,1 |
| 2018-2019† | Phoenix Suns     | 1  | 0  | 5,0  | -    | -   | -    | 3,0 | 0,0 | 0,0 | 0,0 | 0,0 |
| 2018-2019† | Toronto Raptors  | 4  | 0  | 9,5  | 42,9 | 100 | -    | 4,3 | 1,0 | 0,3 | 0,3 | 1,8 |
| Carriera   | Carriera         | 83 | 3  | 10,8 | 53,7 | 100 | 39,4 | 3,7 | 1,0 | 0,4 | 0,7 | 1,9 |

#### Playoffs
| Anno     | Squadra         | PG | PT | MP  | TC%  | 3P% | TL% | RP  | AP  | PRP | SP  | PP  |
| -------- | --------------- | -- | -- | --- | ---- | --- | --- | --- | --- | --- | --- | --- |
| 2019†    | Toronto Raptors | 8  | 0  | 3,5 | 50,0 | -   | -   | 1,8 | 0,4 | 0,0 | 0,0 | 0,3 |
| Carriera | Carriera        | 8  | 0  | 3,5 | 50,0 | -   | -   | 1,8 | 0,4 | 0,0 | 0,0 | 0,3 |

### G League
| Anno      | Squadra       | PG | PT | MP   | TC%  | 3P%  | TL%  | RP   | AP  | PRP | SP  | PP   |
| --------- | ------------- | -- | -- | ---- | ---- | ---- | ---- | ---- | --- | --- | --- | ---- |
| 2014-2015 | Reno Bighorns | 7  | 6  | 28,7 | 59,2 | -    | 37,5 | 12,7 | 1,4 | 1,3 | 1,6 | 13,7 |
| 2015-2016 | Reno Bighorns | 5  | 4  | 27,0 | 55,3 | -    | 28,6 | 14,0 | 1,2 | 1,2 | 2,8 | 9,6  |
| 2016-2017 | Canton Charge | 44 | 41 | 33,4 | 56,1 | 33,3 | 37,7 | 12,2 | 2,8 | 1,7 | 2,7 | 12,8 |
| Carriera  | Carriera      | 56 | 51 | 32,2 | 56,5 | 33,3 | 36,9 | 12,4 | 2,5 | 1,6 | 2,5 | 12,6 |

## Palmarès

### Squadra
- Campionato NBA: 1

Toronto Raptors: 2019

### Individuale
- Pac-12 All-Defensive Honorable Mention (2013, 2014)
- Campione della Summer League della NBA (2014)
- All-NBDL Third Team (2017)
- All-NBDL All-Defensive First Team (2017)